# Eustache Deschamps
Pour les articles homonymes, voir Deschamps et Morel.
Eustache Deschamps, né vers 1340 à Vertus en Champagne et mort entre le 21 juin 1404 et le début de l'année 1405, appelé parfois Eustache Morel (à cause de son teint basané ou parce qu'il avait été prisonnier des Maures), est un poète français qui a contribué à fixer les formes considérées comme typiquement médiévales par sa réflexion théorique dans L’Art de dictier, premier art poétique écrit en langue d’oïl en 1392 .

## Biographie
Eustache Deschamps rencontre et côtoie Guillaume de Machaut jusqu’à sa mort en 1377 puisqu’il dit l’avoir rencontré dans les années 1350, et avoir présenté le Voir dit de Machaut au comte de Flandres (entre 1365 et 1377) dans la ballade 127. De plus, Eustache Deschamps composera une complainte à la mort de son ami (ballade 123-124).
Il fait des études de droit à Orléans de 1358 à 1366, devient juré du comte de Vertus (entre 1366 et 1370) puis en 1366 entre au service d’Isabelle de France. Il devient écuyer au service royal et fait à cette époque un voyage en Lombardie et à Bruges. Il se serait marié entre 1366 et 1373, aurait eu trois enfants : deux fils, Laurent et Gilles, et une fille qui se serait plus tard mariée à Renaud de Pacy en 1393 à 25  ans.
En 1375, il entre au service de Philippe d’Orléans et devient bailli du Valois. Après la disparition de celui-ci, il reste au service de la duchesse Blanche, la veuve de Philippe d’Orléans, jusqu’en 1380 (au moins).
En 1375, il devient également huissier d’armes pour le roi Charles V, titre qu’il gardera jusqu’à sa mort. Toutefois en 1380, Charles V décède et la destruction de Vertus par les Anglais est un choc pour le poète et lui crée un fort sentiment d’insécurité (il se surnommera lui-même « Brulé des Champs » après cet événement). Il retourne désormais à ses affaires personnelles : dans les années qui suivent, il achète plusieurs terres.
Le roi Charles VI lui accorde en 1381 la châtellenie de Fismes comme compensation pour la Maison des Champs qui avait été détruite à Vertus. Il devient châtelain en 1382 en gagnant un procès contre Jean de Petitsayne (Jean avait attaqué Eustache) ; puis, il devient maître de la léproserie locale. En 1384, il voyage pour l’inspection des forteresses de Picardie et reçoit à son retour la visite de Charles VI dans la maison qu’il avait achetée dans la Rue du Temple.
En 1388, on diminue le nombre d’huissiers d’armes ; pourtant il semble qu’Eustache conserve sa charge jusqu’en 1396 au moins. Il est mentionné comme écuyer du duc d’Orléans. Charles VI, en visite à Vertus le 26 août, lui donnera 400 francs d'or pour qu’il reconstruise la Maison des Champs. En 1389, il est nommé bailli de Senlis. Désormais, il s’appelle Eustache Deschamps, dit Morel, Seigneur de Barbonval et bailly de Senlis.
En 1392 ou 1393, il devient conseiller et maître d’hôtel du duc. Deschamps et le duc ont une relation très forte qui atteint son point culminant en 1393, année où il nomme Deschamps maître des eaux et forêts du duc en Champagne et en Brie.
Il accompagne Louis d’Orléans en 1396 à la première rencontre entre Richard d’Angleterre et Isabelle de France mais n’assistera pas au mariage. L'année suivante, il est envoyé en mission en Allemagne pour inciter le roi Venceslas à intervenir en Italie. Vers 1400, Deschamps quitte son service à la cour royale, mais continue d’exercer ses fonctions de bailli à Senlis et reste attaché à la cour d’Orléans.
En 1404, Louis d’Orléans oblige Deschamps à renoncer à sa charge de bailli en faveur de Pierre de Précy. Pour compenser cette démission forcée, et encore à la demande de Louis d’Orléans, Eustache Deschamps est nommé trésorier sur le fait de la justice, nomination annulée après huit jours. Il aurait ensuite été nommé général.
Il meurt entre le 21 juin 1404 et le début de l’année 1405. Ce sont ses amis de la Cour de France, les Marmousets, qui ont regroupé dès ce moment les manuscrits de l'auteur pour les faire recopier : c'est ainsi qu'il feront passer à la postérité l'œuvre poétique de Deschamps. Grâce à ses charges de chancellerie, Eustache Deschamps n'avait pas à vivre de sa plume : il put ainsi critiquer, avec une relative impunité, certains travers de son époque, ou encore user de satire dans ses œuvres sans que cela n'affecte sa condition de vie.

## Contexte historique
Eustache Deschamps étant né environ trois ans après le début de la guerre de Cent Ans qui durera jusqu’en 1453, il a également connu l’épidémie de peste noire de 1347 à 1352 environ qui exterminera 30 à 50 % de la population européenne.
Dès 1300, plusieurs personnes commencent à exprimer une réserve face aux dogmes de l’Église et à la philosophie de la nature d’Aristote. C’est aussi la naissance de la méthode empirique. On construit désormais son savoir sur sa propre expérience et non plus sur des écrits. On a donc une avancée vers la Renaissance avec ces idées ressorties de l’Antiquité. On sait qu’Eustache Deschamps avait beaucoup étudié Aristote.
L’empirisme sera développé au Moyen Age par Roger Bacon et Guillaume d’Occam (qui ne décèdera qu’en 1347). Sur la période de vie d’Eustache Deschamps, nous voyons beaucoup de papes se succéder : Benoît XII qui s’éteindra en 1342, Clément VI qui ne sera pape que dix ans, puis Innocent VI jusqu’en 1362, Urbain V jusqu’en 1370, puis pendant huit ans Grégoire XI, Urbain VI à Rome jusqu’en 1389, Clément VII à Avignon jusqu'en 1394, Boniface IX à Rome jusqu’en 1404 accompagné de Benoît XIII de 1394 à 1417 qui est pape à Avignon. Il y a un fort conflit entre les deux qui provoquera l’entrée en scène de Philippe II de Bourgogne, à l’époque régent de France à la suite de Charles VI, pour résoudre ce problème entre les papes. Ce conflit est nommé le grand schisme d'Occident.
Boniface IX siège à Rome et est défendu par l’Italie du Nord, l’Angleterre, l’Allemagne, la Pologne et la Hongrie alors que Benoît XIII qui siège à Avignon est soutenu par la France, la Castille, l’Aragon, le Portugal, l’Écosse, la Savoie ainsi que par le Royaume de Chypre. C’est Philippe II de Bourgogne, aussi dit « le Hardi », qui demande à l’université de Paris de trouver des moyens de mettre fin à ce schisme. Aucun accord n’est trouvé entre les deux et en 1398, un conseil national des évêques se tient à Paris et ôte les droits du pape d’Avignon et l’argent versé à celui-ci pour les céder au roi de France, ainsi, le pape d’Avignon n’est plus que l’autorité spirituelle.

## Œuvre
Eustache Deschamps se veut le disciple de Machaut mais a été bien plus loin dans sa rupture avec la tradition de mise en musique de la poésie. Dans son ouvrage en prose L’art de Dictier et de fere chançons, ballades, virelais et rondeaux, plus communément et simplement appelé L’art de Dictier, composé en 1393, il différencie la musique de la poésie en considérant que la musique est une science qui s’apprend et que, par conséquent, tout le monde peut pratiquer, alors que la poésie qui est innée ne s’apprend pas. Pour Eustache Deschamps, on naît poète mais personne ne peut le devenir s’il ne l’était pas à la naissance. Il établit ainsi un jugement de valeur entre ces deux arts. Il qualifie de « musique artificielle » celle provenant d’un instrument, et de « musique naturelle » celle qui est formée par les vers. Le développement de cette nouvelle pratique de la poésie a été favorisé par le manque de formation musicale des poètes de son époque et par l’augmentation des lectures privées, donc sans possibilité d’accompagnement musical, en opposition aux lectures publiques. Ceci peut être considéré comme les prémices de la codification de la poésie telle qu’elle commençait à se pratiquer à son époque, car la génération des poètes succédant à celle de Machaut (Jean Froissart, Othon de Grandson et Christine de Pisan) ont eux aussi abandonné l’accompagnement instrumental. La seconde particularité de l’auteur est donc qu’il a été le premier à codifier et théoriser l’art poétique, ce qu’il exprime aussi à travers l’Art de Dictier. Par l’aspect extérieur de l’art, c'est-à-dire sonore et formel, il insiste sur le plaisir que la poésie peut offrir à l’homme. Il se refuse à délimiter les thématiques de cet art, bien qu’il possède, comme tout auteur, des visions récurrentes qui lui sont propres. Il considère que la poésie a sa place dans la série des sept arts libéraux. Il inaugure ainsi la notion de « lyrisme littéraire » en rupture avec le  « lyrisme musical ».
Il ouvre le genre du rondeau et du virelai (traditionnellement tourné vers l’amour courtois) à tous les thèmes, il ajoute un envoi à la fin de la troisième strophe des ballades ; éléments réservés jusque-là au « chant royal », genre distinct. Il introduit aussi des dialogues au sein de ses ballades.
Dictionnaire Bouillet le regarde au XIXe siècle comme le créateur de la ballade et de la chanson à boire.

## Thèmes
Bien qu’un grand nombre de ces œuvres traitent de l’amour courtois, il s’en détache dans d’autres et parfois même se situe en opposition par rapport à lui. Sa nouvelle conception de la poésie lui permet d’écrire des poèmes  « poétologiques », comme la complainte funèbre de Guillaume Machaut qui rend compte des liens qui les unissaient et des changements littéraires qui se produisent d’une génération à l’autre. Ces poèmes sont en réalité deux ballades et constituent la première plainte funèbre d’un poète pour un autre.
Deschamps consacre beaucoup de poèmes au mariage, à la mode, à la santé et à ses voyages. Il fait dans la ballade amoureuse mais aussi didactique, et une série de poèmes appellatifs destiné à des personnages historiques, il dédie aussi des poèmes à des seigneurs et singe sa laideur dans des autoportraits pathétiques et grotesques dits du « pauvre Eustache ». Les thèmes récurrents que nous pouvons constater sont les femmes (par l’amour, le mariage et sa fille) ; la politique et l’argent. Mais il a également composé un grand nombre de poésies satiriques et morales, où il attaque l'Église, l'État, les financiers et surtout les femmes ; ou encore : le bon gouvernement, la société de la cour, les gibets, Paris, la Nation, l'accomplissement des prophéties, le désordre de l'époque, les valeurs et la foi.
Enfin, il a laissé une sorte d'Art poétique, sous le titre L'art de dicter et de fere chançons, ballades, virelais et rondeaux (Novembre 1392). La plus célèbre est la ballade Sur le trépas de Bertrand Du Guesclin.
Son ouvrage le plus étendu est intitulé : Miroir du mariage, satire fort hostile aux femmes.
Il a écrit un grand nombre de fables ; Jean de La Fontaine en a imité quelques-unes, notamment La Cigale et la Fourmi et le Conseil tenu par les rats.
Estoc d'honneur et arbre de vaillance,
Cœur de lion épris de hardiment,
La fleur des preux et la gloire de France,
Victorieux et hardi combattant,
Sage en vos faits et bien entreprenant,
Souverain homme de guerre,
Vainqueur de gens et conquéreur de terre,
Le plus vaillant qui onques fut en vie,
Chacun pour vous doit noir vêtir et querre :
Pleurez, pleurez, fleur de chevalerie.
O Bretagne, pleure ton espérance,
Normandie, fais son enterrement,
Guyenne aussi, et Auvergne or t'avance,
Et Languedoc, quiers lui son monument.
Picardie, Champagne et Occident
Doivent pour pleurer acquerre
Tragédiens, Aréthusa requerre
Qui en eau fut par pleur convertie,
Afin qu'à tous de sa mort le cœur serre :
Pleurez, pleurez, fleur de chevalerie.
Hé! gens d'armes, ayez en remembrance
Votre père - vous étiez ses enfants -
Le bon Bertrand, qui tant eut de puissance,
Qui vous aimait si amoureusement;
Guesclin est mort : priez dévotement
Qu'il puisse paradis conquerre;
Qui deuil n'en fait et qui ne prie, il erre,
Car du monde est la lumière faillie :
De tout honneur était la droite serre :
Pleurez, pleurez, fleur de chevalerie.

## Publications
- La Bibliothèque nationale de France possède un énorme volume manuscrit de ses œuvres complètes, rassemblées peu après sa mort.
- Georges-Adrien Crapelet a publié en 1832 un choix de ses poésies, qui a été complété en 1850 par  Prosper Tarbé.
- Œuvres complètes d'Eustache Deschamps. Paris, Société des anciens textes français, 1878-1903. Librairie de Firmin-Didot et Cie. Publiées d'après le manuscrit de la Bibliothèque nationale par le marquis de Queux de Saint-Hilaire (tomes I à VI) et Gaston Raynaud (tomes VII à XI)
- Jacques Roubaud, La Ballade et le chant royal, coll. Architecture du Verbe, éd. des Belles-Lettres  (ISBN 2-251-49007-8)
- Sous la direction de Jean-Patrice Boudet et Hélène Millet Eustache Deschamps en son temps, Publications de la Sorbonne, Paris, 1997. (Recueil de 70 poèmes classés par thème et commentés, avec notes traduisant les mots difficiles.)